# کلت-۹بی

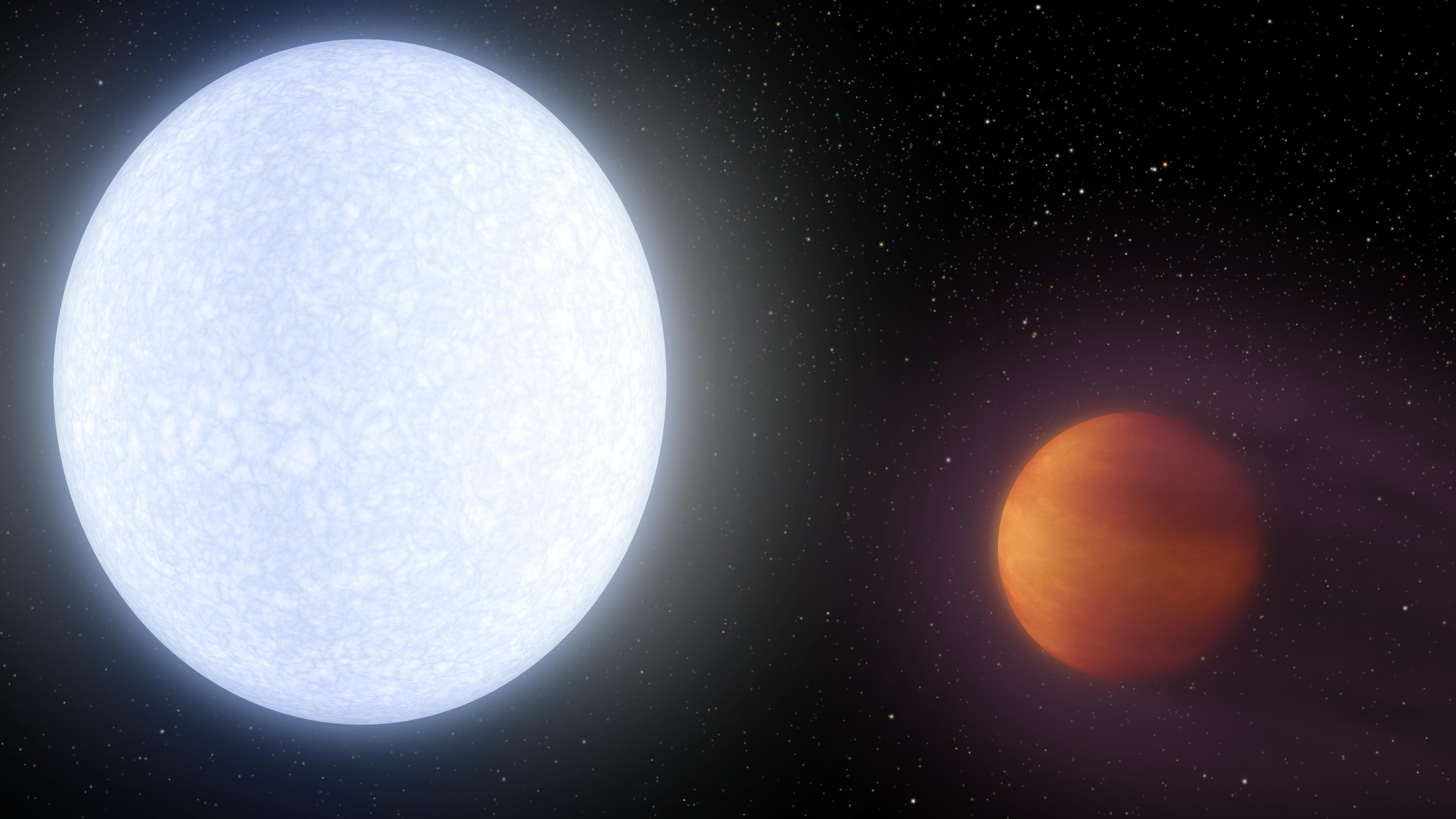
نگاره هنری -تخیلی از کِلت-۹بی درحال گردش به دور ستاره خود کِلت-۹

کِلت-۹بی گرمترین سیاره‌ای است که تاکنون کشف شده‌است. فاصله این سیاره از زمین ۶۵۰ سال نوری است و اندازه آن حدود ۲ برابر سیاره مشتری می‌باشد. ستاره‌شناسان دانشگاه ایالتی اوهایو و دانشگاه وندربیلت در ۶ ژوئن ۲۰۱۷ این سیاره را کشف کردند. دمای سطح کِلت-۹بی بالغ بر ۴۳۰۰ درجه سانتی‌گراد است. این دما با دمای بسیاری از ستاره‌ها برابری می‌کند اما از خورشید منظومه شمسی دمای کمتری دارد. پروفسور اسکات گادی از استادان و پژوهشگران دانشگاه ایالتی اوهایو می‌گوید این سیاره یکی از عجیب‌ترین سیاراتی است که من تاکنون دیده‌ام.